# Atlético Clube de Portugal 2014-2015
Questa voce raccoglie le informazioni riguardanti l'Atlético Clube de Portugal nelle competizioni ufficiali della stagione 2014-2015.

## Stagione
L'Atlético Clube de Portugal ha cominciato la stagione con Rui Nascimento come allenatore. Rimasto in carica fino a gennaio, è stato poi sostituito da Lázaro Oliveira. La squadra, partecipante alla Segunda Liga, ha chiuso al 22º posto in classifica, ossia in zona retrocessione. In virtù però dei problemi economici del Beira-Mar, che è stato retrocesso d'ufficio nel Campeonato Nacional de Seniores, ha mantenuto il suo posto tra i cadetti. L'avventura nella Taça de Portugal 2014-2015 si è chiusa ai sedicesimi di finale con l'eliminazione per mano del Marítimo, mentre quella nella Taça da Liga si è chiusa al secondo turno, quando la squadra è stata sconfitta dal Gil Vicente.

## Maglie e sponsor
Lo sponsor tecnico per la stagione 2014-2015 è stato Givova, senza sponsor ufficiale. La divisa casalinga è stata composta da una maglietta gialla con le strisce blu, con pantaloncini e calzettoni gialli. Quella da trasferta era invece costituita da una maglietta bianca, pantaloncini blu e calzettoni bianchi.
| Casa | Trasferta |

## Rosa
| N. |                       | Ruolo | Calciatore          |
| -- | --------------------- | ----- | ------------------- |
| 1  | Portogallo (bandiera) | P     | Bernardo Francisco  |
| 2  | Portogallo (bandiera) | D     | Kiki                |
| 3  | Portogallo (bandiera) | D     | Vítor Almeida       |
| 4  | Portogallo (bandiera) | D     | Tiago Duque         |
| 5  | Portogallo (bandiera) | D     | Leandro             |
| 6  | Portogallo (bandiera) | C     | Pedro Ribeiro       |
| 7  | Portogallo (bandiera) | A     | Manuel Liz          |
| 8  | Colombia (bandiera)   | A     | Manuel Palacios     |
| 9  | Norvegia (bandiera)   | A     | Bjørn Maars Johnsen |
| 10 | Portogallo (bandiera) | C     | Silas               |
| 14 | Brasile (bandiera)    | D     | Roberto             |
| 15 | Francia (bandiera)    | D     | Grégory Arnolin     |
| 16 | Brasile (bandiera)    | A     | Jajá                |
| 17 | Portogallo (bandiera) | A     | Rodrigo Parreira    |
| 18 | Ghana (bandiera)      | C     | Thomas Agyiri       |
| 19 | Portogallo (bandiera) | C     | Gonçalo Quinaz      |

| N. |                           | Ruolo | Calciatore        |
| -- | ------------------------- | ----- | ----------------- |
| 20 | Portogallo (bandiera)     | C     | Luís Cortez       |
| 21 | Belgio (bandiera)         | D     | Pieter Mbemba     |
| 22 | Portogallo (bandiera)     | D     | Pedro Almeida     |
| 23 | Guatemala (bandiera)      | A     | Minor López       |
| 24 | Azerbaigian (bandiera)    | C     | Amit Quluzadə     |
| 25 | Cina (bandiera)           | D     | Zhong Yi          |
| 30 | Capo Verde (bandiera)     | A     | Dady              |
| 31 | Portogallo (bandiera)     | A     | Jorge Gonçalves   |
| 33 | Portogallo (bandiera)     | P     | João Manuel       |
| 55 | Sierra Leone (bandiera)   | D     | Ibrahim Kargbo    |
| 61 | Portogallo (bandiera)     | P     | Meira             |
| 71 | Lettonia (bandiera)       | P     | Igors Labuts      |
| 88 | Costa d'Avorio (bandiera) | A     | Bassalia Ouattara |
| 89 | Hong Kong (bandiera)      | C     | Au Chung          |
| 93 | Portogallo (bandiera)     | C     | Jota              |
| 99 | Guinea-Bissau (bandiera)  | A     | Bata              |

## Calciomercato

### Sessione estiva(dal 01/07 al 01/09)
| Arrivi | Arrivi              | Arrivi             | Arrivi     |
| R.     | Nome                | da                 | Modalità   |
| ------ | ------------------- | ------------------ | ---------- |
| P      | Igors Labuts        |                    | svincolato |
| P      | João Manuel         | Estoril Praia      | prestito   |
| D      | Pedro Almeida       | Anorthōsis         | definitivo |
| D      | Vítor Almeida       |                    | svincolato |
| D      | Grégory Arnolin     | Paços Ferreira     | definitivo |
| D      | Tiago Duque         | Belenenses         | prestito   |
| D      | Ibrahim Kargbo      |                    | svincolato |
| D      | Leandro             |                    | svincolato |
| D      | Roberto             |                    | svincolato |
| C      | Thomas Agyiri       | TPS                | definitivo |
| C      | Au Chung            | YFCMD              | definitivo |
| C      | Luís Cortez         | Belenenses         | prestito   |
| C      | Gonçalo Quinaz      | Portimonense       | definitivo |
| C      | Amit Quluzadə       | Qəbələ             | definitivo |
| C      | Silas               |                    | svincolato |
| A      | Dady                |                    | svincolato |
| A      | Jorge Gonçalves     | Feirense           | definitivo |
| A      | Jajá                | Guarani-MG         | definitivo |
| A      | Minor López         | Comunicaciones     | definitivo |
| A      | Bjørn Maars Johnsen |                    | svincolato |
| A      | Bassalia Ouattara   | Académico de Viseu | definitivo |
| A      | Manuel Palacios     | Patriotas Boyacá   | definitivo |
| A      | Rodrigo Parreira    | Belenenses         | prestito   |

| Partenze | Partenze         | Partenze          | Partenze   |
| R.       | Nome             | a                 | Modalità   |
| -------- | ---------------- | ----------------- | ---------- |
| P        | Filipe Leão      | Mafra             | definitivo |
| P        | Jonas Mendes     |                   | svincolato |
| P        | Mika             | Boavista          | definitivo |
| D        | Grégory Arnolin  | FC Goa            | definitivo |
| D        | Bacar Baldé      | Beira-Mar         | definitivo |
| D        | Jorge Bernardo   | Sernache          | definitivo |
| D        | Pedro Caipiro    | Loures            | definitivo |
| D        | Hugo Carreira    | Fabril Barreiro   | definitivo |
| D        | Tiago Cerveira   | Cinfães           | definitivo |
| D        | Emílio da Silva  | 1º Dezembro       | definitivo |
| D        | Luis Dias        |                   | svincolato |
| D        | João Lima        | 1º Dezembro       | definitivo |
| D        | Fábio Marinheiro |                   | svincolato |
| D        | Raúl Martins     | Varzim            | definitivo |
| C        | Mauro Antunes    | Quarteirense      | definitivo |
| C        | Marco Bicho      | 1º Dezembro       | definitivo |
| C        | Bijou            | Varzim            | definitivo |
| C        | Diego Gonçalves  |                   | svincolato |
| C        | Diego Lima       |                   | svincolato |
| C        | Almami Moreira   |                   | ritiro     |
| C        | Hugo Pina        | Mafra             | definitivo |
| C        | Afonso Taira     |                   | svincolato |
| C        | Vasco Varão      | Mafra             | definitivo |
| A        | João Mário       | Chaves            | definitivo |
| A        | Pedro Moreira    | Oliveirense       | definitivo |
| A        | Tiago Pereira    | D. Castelo Branco | definitivo |
| A        | Rui Varela       |                   | svincolato |

### Dopo la sessione estiva
| Arrivi | Arrivi        | Arrivi | Arrivi     |
| R.     | Nome          | da     | Modalità   |
| ------ | ------------- | ------ | ---------- |
| D      | Pieter Mbemba |        | svincolato |

| Partenze | Partenze | Partenze | Partenze |
| R.       | Nome     | a        | Modalità |
| -------- | -------- | -------- | -------- |

### Sessione invernale(dal 01/01 al 01/02)
| Arrivi | Arrivi          | Arrivi       | Arrivi     |
| R.     | Nome            | da           | Modalità   |
| ------ | --------------- | ------------ | ---------- |
| P      | Meira           | AEL Limassol | definitivo |
| D      | Grégory Arnolin | FC Goa       | prestito   |
| C      | Jota            | Nacional     | prestito   |
| A      | Bata            | Nacional     | prestito   |

| Partenze | Partenze            | Partenze          | Partenze      |
| R.       | Nome                | a                 | Modalità      |
| -------- | ------------------- | ----------------- | ------------- |
| P        | João Manuel         | Estoril Praia     | fine prestito |
| C        | Luís Cortez         | Belenenses        | fine prestito |
| C        | Pedro Ribeiro       | Sacavenense       | prestito      |
| A        | Jajá                | Jiangxi Liansheng | definitivo    |
| A        | Bjørn Maars Johnsen | Liteks Loveč      | definitivo    |
| A        | Bassalia Ouattara   | Feirense          | definitivo    |
| A        | Rodrigo Parreira    | Belenenses        | fine prestito |

## Risultati

### Segunda Liga

#### Girone di andata
| Arbitro: | Vasilica |

|                      |           |  |
| Pedrinho Moreira 60’ | Marcatori |  |

| Arbitro: | Pinheiro |

|                        |           |                               |
| Maars Johnsen 26’, 46’ | Marcatori | 19’ João Góis 64’ João Vieira |

| Arbitro: | Soares Dias |

|                   |           |                   |
| Roberto 3’ (aut.) | Marcatori | 76’ Maars Johnsen |

| Arbitro: | Ferreira |

|                               |           |  |
| Maars Johnsen 30’, 62’ (rig.) | Marcatori |  |

| Arbitro: | Serrano Almeida |

|                         |           |  |
| Riascos 52’ Nani 90'+2’ | Marcatori |  |

| Arbitro: | Godinho |

|  |           |                |
|  | Marcatori | 45'+2’ Clayton |

| Arbitro: | Baixinho |

|                      |           |                           |
| Costa 27’ Guedes 41’ | Marcatori | 67’, 90'+2’ Maars Johnsen |

| Arbitro: | Duarte Paixão |

|                                               |           |                               |
| Valente 33’, 58’ (rig.) Martins 40’ Rambé 45’ | Marcatori | 64’ (rig.), 90’ Maars Johnsen |

| Arbitro: | Antunes |

|            |           |                         |
| Quinaz 46’ | Marcatori | 18’ Carlitos 31’ Santos |

| Arbitro: | Martins de Barros Tavares |

|                      |           |                                                     |
| Xavier 16’ Abreu 76’ | Marcatori | 34’ Duque 39’ Palacios 68’, 90'+2’ Silas 83’ Quinaz |

| Arbitro: | Narciso |

|                      |           |                    |
| Silas 19’ Quinaz 67’ | Marcatori | 43’ (aut.) Leandro |

| Arbitro: | Proença |

|                         |           |                          |
| Fábio 13’ Jefferson 89’ | Marcatori | 21’ (rig.) Maars Johnsen |

| Arbitro: | Oliveira |

|                                             |           |  |
| Quinaz 34’, 45’ Palacios 39’, 66’ Silas 88’ | Marcatori |  |

| Arbitro: | Soares Dias |

|          |           |  |
| Joel 14’ | Marcatori |  |

| Arbitro: | Gomes Costa |

|          |           |             |
| Jajá 61’ | Marcatori | 38’ Matthew |

| Arbitro: | Mota |

|                   |           |                                |
| Mendy 76’, 90'+4’ | Marcatori | 56’ Maars Johnsen 73’ Palacios |

| Arbitro: | Da Silva Esteves |

|  |           |              |
|  | Marcatori | 90'4’ Bastos |

| Arbitro: | Costa Veríssimo |

|           |           |              |
| Ramos 25’ | Marcatori | 31’ Ouattara |

| Arbitro: | Vilaça |

|                               |           |                  |
| Maars Johnsen 20’, 33’ (rig.) | Marcatori | 79’ (rig.) Silva |

| Arbitro: | Hugo |

|                              |           |                              |
| Diego 11’ Sebaihi 77’ (rig.) | Marcatori | 74’ (rig.) Silas 88’ Roberto |

| Arbitro: | Antunes |

|          |           |                             |
| Jajá 18’ | Marcatori | 25’ Fernandinho 74’ Fidélis |

| Arbitro: | Vasilica |

|                      |           |            |
| Caballero 57’ (rig.) | Marcatori | 33’ Quinaz |

| Arbitro: | Moreira |

|                                                |           |                                          |
| Maars Johnsen 35’ (rig.) Silas 82’ Kiki 90'+3’ | Marcatori | 45’ (rig.) Mastriani 74’ Rodrigo Antônio |

#### Girone di ritorno
| Arbitro: | Ferreira |

|             |           |            |
| Roberto 63’ | Marcatori | 75’ Raínho |

| Arbitro: | Lourenço Batista |

|           |           |  |
| Barry 41’ | Marcatori |  |

| Arbitro: | Ferreira |

|  |           |           |
|  | Marcatori | 72’ Amado |

| Arbitro: | Miguel |

|                                                   |           |  |
| Rocha 19’ Areias 38’ Gomes 71’ (rig.) Domingo 84’ | Marcatori |  |

| Arbitro: | Vilaça |

|  |           |                                          |
|  | Marcatori | 3’ Silveira 9’ (rig.) Bruno 90’ da Silva |

| Arbitro: | Sousa |

|  |           |                  |
|  | Marcatori | 43’ (rig.) Silas |